# Mimocrossotus
Mimocrossotus är ett släkte av skalbaggar. Mimocrossotus ingår i familjen långhorningar.
Kladogram enligt Catalogue of Life:
| Mimocrossotus | \| \| Mimocrossotus rhodesianus \| \| \| \| \| \| Mimocrossotus ugandicola \| \| \| \| |
|               | \| \| Mimocrossotus rhodesianus \| \| \| \| \| \| Mimocrossotus ugandicola \| \| \| \| |
|               | Mimocrossotus rhodesianus                                                              |
|               |                                                                                        |
|               | Mimocrossotus ugandicola                                                               |
|               |                                                                                        |